# Petras Aleksandravičius
Petras Aleksandravičius (* 21. Oktober 1906 in Vartai; † 25. Dezember 1997 in Vilnius) war ein litauischer Bildhauer und Professor an der Kunstakademie Vilnius. Er war Träger des sowjetischen Staatspreises.

## Leben
Petras Aleksandravičius wurde am 21. Oktober 1906 in Vartai geboren. Von 1928 bis 1933 studierte er Bildhauerei an der Kunstschule in Kaunas. Seine Lehrer waren Juozas Zikaras, Kajetonas Sklėrius und Jonas Mikėnas. Zudem studierte er an der dortigen Vytautas-Magnus-Universität Literatur. Von 1940 bis 1989 unterrichtete er an der Kunstakademie Vilnius in ihren verschiedenen institutionellen Ausformungen. 1946 wurde er auf eine Professur berufen. 1951 bis 1977 leitete er die Zeichenabteilung der Hochschule. 1951 wurde ihm zudem der Staatspreis der UdSSR verliehen, 1996 das Kommandantenkreuz des Gediminas-Ordens.
Das 1956 von Eduardas Budreika errichtete Haus des Künstlers in der Jūratės-Straße 8 wurde von der Tochter des Künstlers gemeinsam mit Architekten renoviert, so dass hinter der unveränderten Fassade eine subtile moderne Innenausstattung in Kombination mit der Ziegelwand, Holzbalken und dem Deckenschmuck geschaffen wurde. Im Haus befinden sich Büsten, Reliefs, Porträts, Zeichnungen und weiteren Werken des Künstlers.

## Werk
Aleksandravičius war in seinem Schaffen von dem französischen Bildhauer Charles Despiau beeinflusst. Er ist vor allem aufgrund seiner Porträts bekannt, die er als Büste, Kopf und Relief ausführte. Er schuf unter anderem Porträts von Žemaitė (1946), Kipras Petrauskas (1950), Juozas Kėdainis (1958), Eduardas Mieželaitis (1963), Juozas Miltinis (1969) und Jurgis Baltrušaitis (1983). Mit den Porträt-Büsten des Malers Viktoras Vizgirda und des Druckgraphikers Jonas Kuzminskis, die während des Zweiten Weltkriegs entstanden, hat Aleksandravičius Arbeiten geschaffen, die zu den besten in seinem Gesamtwerk zählen. Die Dargestellten waren wie der Künstler selbst Professoren der Kunstakademie in Vilnius. Sie saßen nicht nur für eine repräsentative Darstellung ihrer selbst Modell, aufgrund der Regelungen der deutschen Besatzungsmacht konnten die Künstler während des Herbst und Winters außerhalb der Akademie und ihrer Privaträume nur sehr eingeschränkt arbeiten, weshalb sie für menschliche Modelle oftmals auf Kollegen zurückgriffen. Vizgirda und Kusminskis unterscheiden sich zwar in ihrem Aussehen, Aleksandravičius zeigt sie jedoch beide in gedankenverlorener und von ihrer Umgebung distanzierter Stimmung. Laut Giedrė Jankevičiūtė haben die Porträts der Kriegszeit in Litauen insgesamt an der Darstellung individueller Qualitäten verloren und würden stattdessen die geteilte psychologische Erfahrung dieser Zeit zeigen. Aleksandravičius Porträts von Vizgirda und Kuzminskis gelten als Klassiker des litauischen Porträts und werden in der Dauerausstellung der Nationalgalerie Vilnius gezeigt.
Aleksandravičius arbeitete in den Materialien Granit, Marmor, Holz und Bronze. Er schuf neben den Porträts auch Grabsteine. So etwa für Balys Sruoga und Kazys Jakubėnas in Vilnius sowie Jonas Kriščiūnas, dessen Ehefrau und Jonas Jablonskis in Kaunas. Er fertigte auch monumentale Skulpturen für den öffentlichen Raum. Ein Beispiel für diese Skulpturen ist die Darstellung der Schriftstellerin Žemaitė auf dem Žemaitė-Platz nahe dem Gediminas-Boulevard in Vilnius. Die Körperhaltung und ihr Kopftuch identifizieren die Dargestellte. Die Skulptur gehört zu den sprechenden Skulpturen in Vilnius, zu denen via eines QR-Codes auf dem Sockel ein Audioguide abgerufen werden kann.
Aleksandravičius fertigte auch Aquarelle, die Stadtansichten von Vilnius zeigten, und Zeichnungen. Stilistisch orientierte er sich am Realismus und prägte eine individuelle Bildsprache aus.
Neben der Nationalgalerie Vilnius verfügen unter anderem auch das Museum der Kunstakademie Vilnius und das Nationale Mikalojus-Konstantinas-Čiurlionis-Kunstmuseum in Kaunas über Werke des Künstlers.